# 粗面小胞体
粗面小胞体（そめんしょうほうたい、英: rough-surfaced endoplasmic reticulum, rER）は、リボソームが付着している小胞体の総称。核膜の外膜と粗面小胞体は連続している。リボソーム中にはRNAが多く含まれるため、粗面小胞体は好塩基性に染色される。
分泌たんぱく質、膜たんぱく質、リソソーム酵素は粗面小胞体膜状の付着リボソームで合成される。膵外分泌細胞、胃底腺主細胞、形質細胞、肥満細胞、神経細胞などのタンパク質合成が盛んな細胞でよく発達する。分泌された物質はゴルジ体へ輸送される。